# Фађета (Потенца)
Фађета (итал. Faggeta) је насеље у Италији у округу Потенца, региону Базиликата.
Према процени из 2011. у насељу је живело 202 становника. Насеље се налази на надморској висини од 595 м.